# Coligação Esquerda-Verde (Croácia)
A Coligação Esquerda-Verde (Zeleno–lijeva koalicija) é uma aliança de movimentos de centro-esquerda, esquerda e verdes na Croácia. É atualmente composta pelo Podemos - plataforma política (Možemo! - politička platforma), pela Nova Esquerda (Nova ljevica, NL), pelo Desenvolvimento Sustentável da Croácia (Održivi razvoj Hrvatske, ORaH) e por alguns grupos locais, como o Pela Cidade (Za grad, ZG) e o "Zagreb É Nossa!". Até dezembro de 2020 era também integrada pela Frente Operária (Radnička fronta, RF).

## História
A coligação foi formada em 2017 para as eleições locais de Zagreb como Bloco de Esquerda (Lijevi blok), quando ganhou 4 dos 51 lugares na assembleia local.
Nas eleições europeias de 2019 e nas legislativas marcadas para julho de 2020, os membros da aliança continuaram a colaborar. 

### 2020
Para as eleições legislativas de 2020, a coligação mudou o seu nome para Coligação Esquerda-Verde (Zeleno–lijeva koalicija). Em junho de 2020 e deputado independente Bojan Glavašević aderiu ao Podemos - plataforma política e à lista eleitoral da coligação.
Mile Kevin, líder da banda de punk-rock Hladno Pivo e a sua esposa Ivana Kevin (psicólogo clínica) também integraram a lista, considerando que o partido de centro-esquerda estabelecido, o Partido Social-Democrata da Croácia, tem poucas política sociais. O artista e produtor teatral Mario Kovač também é candidato, encabeçando a lista da emigração.A Coligação ficou em quinto lugar nas eleições, tendo cerca de 7% dos votos e elegendo 7 deputados em 151.
Em dezembro de 2020, a Frente Operária abandonou a aliança.

## Membros
| Partidos membros | Partidos membros                       | Ideologia                                  | Espectro político          | Parlamento da Croácia | Parlamento Europeu | Assembleia da Cidade de Zagreb |
| ---------------- | -------------------------------------- | ------------------------------------------ | -------------------------- | --------------------- | ------------------ | ------------------------------ |
|                  | Podemos - plataforma política          | Progressismo social Municipalismo verde    | Esquerda                   | 5 / 151               | 0 / 12             | 1 / 51                         |
|                  | Nova Esquerda                          | Social-democracia Antifascismo             | Centro-esquerda a Esquerda | 1 / 151               | 0 / 12             | 1 / 51                         |
|                  | "Zagreb É Nossa!"                      | Municipalismo verde Antifascismo           | Esquerda                   | 0 / 151               | 0 / 12             | 1 / 51                         |
|                  | Desenvolvimento Sustentável da Croácia | Política verde Progressismo social         | Centro-esquerda a Esquerda | 0 / 151               | 0 / 12             | 0 / 51                         |
|                  | Frente Operária (ex-membro)            | Socialismo democrático Progressismo social | Esquerda                   | 1 / 151               | 0 / 12             | 1 / 51                         |

## Resultados eleitorais

### Parlamento da Croácia
| Ano  | Votação | %     | Lugares | Variação | Governo  |
| ---- | ------- | ----- | ------- | -------- | -------- |
| 2020 | 116.483 | 6,99% | 7 / 151 | 7        | Oposição |

### Assembleia de Zagreb
| Ano  | Votação | %     | Lugares | Variação | Governo  |
| ---- | ------- | ----- | ------- | -------- | -------- |
| 2017 | 24.706  | 7,64% | 4 / 51  | 4        | Oposição |

### Parlamento Europeu
| Ano  | Votação | %     | Lugares | Variação | Afiliação   |
| ---- | ------- | ----- | ------- | -------- | ----------- |
| 2019 | 19.313  | 1,79% | 0 / 12  | –        | PVE-GUE-NGL |

### Presidente da Croácia
| Ano  | Candidato       | Partido | #  | 1ª volta | %     | # | 2ª volta | % |
| ---- | --------------- | ------- | -- | -------- | ----- | - | -------- | - |
| 2019 | Katarina Peović | RF      | 8º | 21.387   | 1,14% | — | —        | — |